# Mathias Krigbaum

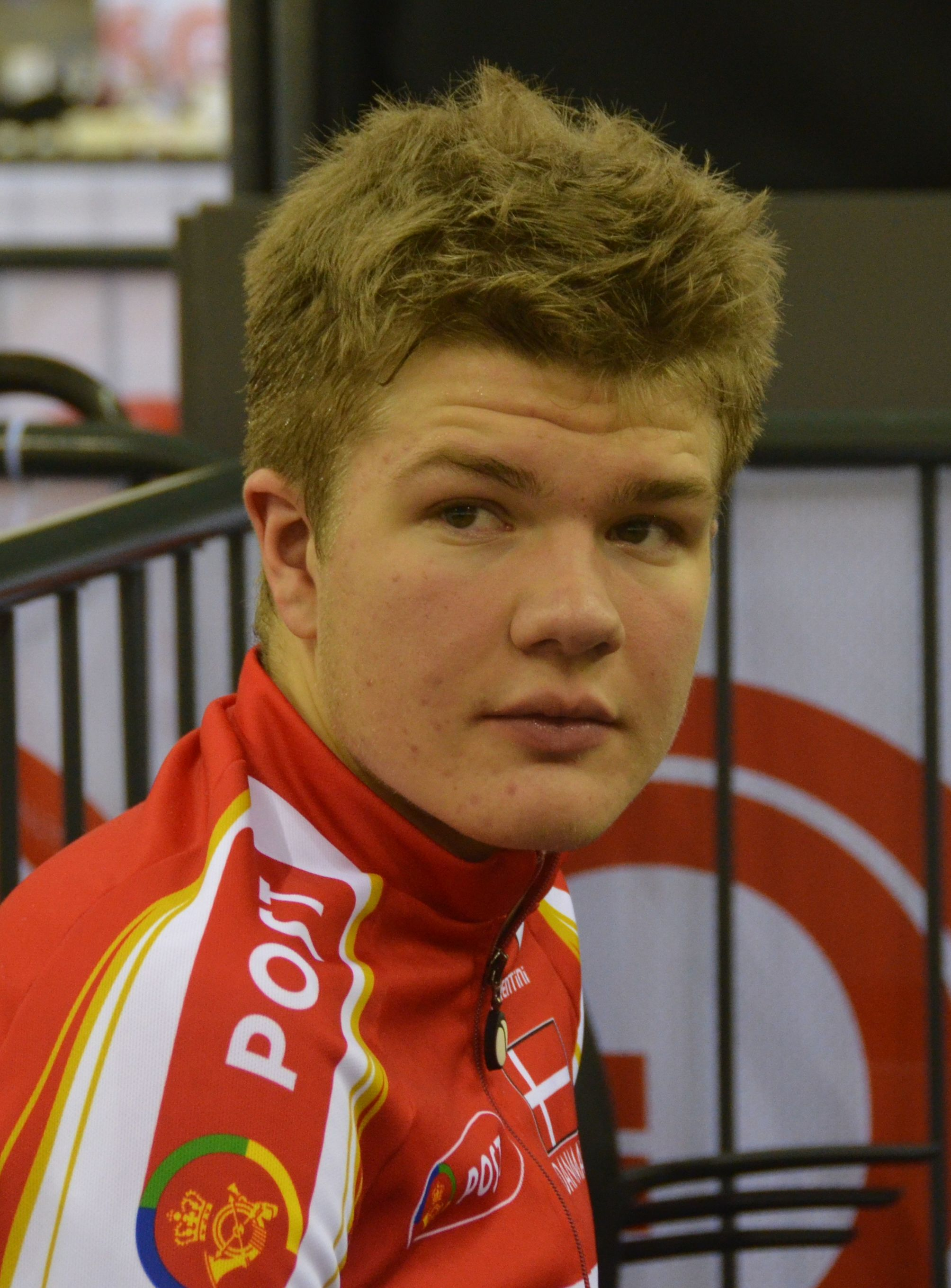
Mathias Krigbaum en 2012.

Mathias Krigbaum, né le 3 février 1995 à Copenhague, est un coureur cycliste danois.

## Palmarès sur route

### Par année
- 2011
  -  Médaillé d'or du contre-la-montre au Festival olympique de la jeunesse européenne
- 2012
  -  Champion d'Europe du contre-la-montre juniors
  - 2e étape du Tour de Basse-Saxe juniors (contre-la-montre)
  - 2eb étape du Tour du Pays de Vaud (contre-la-montre)
  - 2e du Tour de Basse-Saxe juniors
  - 5e du championnat du monde du contre-la-montre juniors
- 2013
  - 2e étape de la Ster van Zuid-Limburg (contre-la-montre)
  - Sint-Martinusprijs Kontich :
    - Classement général
    - 1re et 3ea (contre-la-montre par équipes) étapes

  -  Médaillé d'argent au championnat du monde du contre-la-montre juniors
  - 3e du championnat du Danemark du contre-la-montre juniors
  - 9e du championnat d'Europe du contre-la-montre juniors
- 2015
  - Internatie Reningelst
- 2017
  - 2e du championnat du Danemark du contre-la-montre par équipes

### Classements mondiaux
| Année                                 | 2017  |
| ------------------------------------- | ----- |
| Classement mondial                    | 1128e |
| UCI Europe Tour                       | 724e  |
|                                       |       |
| Légende : nc = non classéSource : UCI |       |

## Palmarès sur piste

### Championnats du monde
- Glasgow 2013
  -  Champion du monde de l'américaine juniors (avec Jonas Poulsen)

### Championnats d'Europe
- Anadia 2012
  -  Champion d'Europe de poursuite par équipes juniors (avec Mathias Møller Nielsen, Elias Busk et Jonas Poulsen)
  -  Médaillé d'argent de l'américaine juniors

### Championnats du Danemark
- 2010
  - 2e de la poursuite par équipes juniors
  - 3e de la poursuite juniors
- 2011
  -  Champion du Danemark de course aux points juniors
  - 2e de l'américaine juniors
  - 3e de l'omnium juniors
- 2012
  -  Champion du Danemark de poursuite par équipes juniors (avec Jonas Poulsen, Patrick Olesen et Nicklas Bøje Pedersen)
  -  Champion du Danemark de course aux points juniors
  -  Champion du Danemark d'omnium juniors
- 2013
  - 3e du scratch
- 2017
  -  Champion du Danemark de l'américaine (avec Julius Johansen)